# Takahagi Jóko
Takahagi Jóko (高萩 陽子; Hepburn: Takahagi Yōko) (Japán, 1969. április 17. –) japán válogatott labdarúgó.

## Klub
A Shinko Seiko FC Clair csapatában játszott.

## Nemzeti válogatott
1986-ban debütált a japán válogatottban. A japán válogatott tagjaként részt vett az 1991-es világbajnokságon. A japán válogatottban 31 mérkőzést játszott.

## Statisztika
| Japán válogatott | Japán válogatott | Japán válogatott |
| Időszak          | Mérk.            | gól              |
| ---------------- | ---------------- | ---------------- |
| 1986             | 13               | 0                |
| 1987             | 2                | 0                |
| 1988             | 0                | 0                |
| 1989             | 6                | 0                |
| 1990             | 6                | 0                |
| 1991             | 4                | 0                |
| Összesen         | 31               | 0                |

## Sikerei, díjai
Japán válogatott
- Ázsia-kupa:  Ezüst; 1986, 1991,  Bronz; 1989